# لبين (باد كاليه)
لبين، باد كاليه (بالفرنسية: Lépine, Pas-de-Calais)‏ هي بلدية تقع في إقليم باد كاليه من منطقة نور با دو كاليه في شمال فرنسا. تبلغ مساحة هذه المدينة 10.82 (كم²)، وترتفع عن سطح البحر 46 م، يبلغ عدد سكانها 291 نسمة حسب إحصاء المعهد الوطني للإحصاء والدراسات الاقتصادية سنة 2009 م. وترأس Frederic Carre البلدية خلال فترة (2008-2014).